# Tara alteregói
A Tara alteregói (eredeti cím: United States of Tara) amerikai televíziós vígjáték-drámasorozat, melyet Diablo Cody készített a Showtime számára. A sorozat az Amerikai Egyesült Államokban 2009. január 18-án debütált, három évadot élt meg. 2011. május 23-án a csatorna bejelentette, hogy nem lesz negyedik évad a sorozatból, az utolsó rész 2011. június 20-án került adásba. Magyarországon 2009. augusztus 4-én mutatta be az HBO.

## Cselekmény
Tara Gregson (Toni Collette) tudathasadásban szenved. Tara tipikus külvárosi feleség, férjjel és gyerekekkel. Azonban tudathasadásának köszönhetően bármikor előbújhat bármelyik "alteregója": egy tinédzser, egy ötvenes évekbeli háziasszony, vagy egy vad, hangos háborús veterán, aki történetesen férfi. Az első évad során egy negyedik ént is kap Tara.

## Szereplők
| Szereplő         | Színész          | Magyar hang        |
| ---------------- | ---------------- | ------------------ |
| Tara Gregson     | Toni Collette    | Orosz Anna         |
| Max Gregson      | John Corbett     | Laklóth Aladár     |
| Charmaine Craine | Rosemarie DeWitt | Kisfalvi Krisztina |
| Marshall Gregson | Keir Gilchrist   | Penke Bence        |
| Kate Gregson     | Brie Larson      | Bogdányi Titanilla |
| Neil             | Patton Oswalt    | Pálmai Szabolcs    |
| Jason            | Andrew Lawrence  | Markovics Tamás    |
| Benjamin Lambert | Shiloh Fernandez | Joó Gábor          |

## Epizódok
| Évad | Évad | Epizódok | Eredeti sugárzás  | Eredeti sugárzás | Eredeti adó | Magyar sugárzás    | Magyar sugárzás     | Magyar adó |
| Évad | Évad | Epizódok | Évadpremier       | Évadfinálé       | Eredeti adó | Évadpremier        | Évadfinálé          | Magyar adó |
| ---- | ---- | -------- | ----------------- | ---------------- | ----------- | ------------------ | ------------------- | ---------- |
|      | 1    | 12       | 2009. január 18.  | 2009. április 5. | Showtime    | 2009. augusztus 4. | 2009. október 6.    | HBO        |
|      | 2    | 12       | 2010. március 22. | 2010. június 7.  | Showtime    | 2010. május 25.    | 2010. június 29.    | HBO        |
|      | 3    | 12       | 2011. március 28. | 2011. június 20. | Showtime    | 2011. június 14.   | 2011. augusztus 30. | HBO        |

## A sorozat készítése
A sorozat cselekményét Steven Spielberg és felesége, Kate Capshaw találták ki. A személyzetnek nagy kihívás volt egy vígjátéksorozatot készíteni az alter ego témája köré, ugyanis szerethető történetet szerettek volna kihozni ebből, a szerető családdal kiegészítve. A műsor készítője, Diablo Cody és a producer, Alexa Junge is idegesek voltak a készítéskor. A forgatókönyvet a személyiségzavarok szakértője, Richard Kluft professzor nézte át.
Diablo Cody nem számított arra, hogy a próbaepizódból sorozat lesz, így a három évad meglepetésként érte. Az utolsó epizód csalódás volt számára, de elégedett volt, amiért a sorozat "szép, természetes módon fejeződött be".

## Fogadtatás
A sorozat pozitív kritikákat kapott a Slate magazintól, a Vulture magazintól – mely a Dexterhez hasonlította –, valamint a HitFix-től és az Entertainment Weeklytől is.

## Díjak és jelölések
| Év   | Díj                     | Kategória                                              | Jelölt                                             | Eredmény |
| ---- | ----------------------- | ------------------------------------------------------ | -------------------------------------------------- | -------- |
| 2009 | Primetime Emmy-díj      | Legjobb női főszereplő (vígjátéksorozat)               | Toni Collette                                      | Elnyerte |
| 2009 | Primetime Emmy-díj      | Legjobb színészválogatás (vígjátéksorozat)             | Allison Jones, Cami Patton, Elizabeth Barnes       | Jelölve  |
| 2009 | Primetime Emmy-díj      | Legjobb főcím                                          | Jamie Caliri, Dave Finkel, Brett Baer, Alex Jukasz | Elnyerte |
| 2009 | Primetime Emmy-díj      | Legjobb eredeti főcímzene                              | Tim Delaughter                                     | Jelölve  |
| 2010 | Golden Globe-díj        | Legjobb női főszereplő (musical- vagy vígjátéksorozat) | Toni Collette                                      | Elnyerte |
| 2010 | Primetime Emmy-díj      | Legjobb női főszereplő (vígjátéksorozat)               | Toni Collette                                      | Jelölve  |
| 2010 | Primetime Emmy-díj      | Legjobb színészválogatás (vígjátéksorozat)             | Cami Patton, Jennifer Lare                         | Jelölve  |
| 2010 | Screen Actors Guild-díj | Legjobb színésznő (vígjátéksorozat)                    | Toni Collette                                      | Jelölve  |
| 2010 | GLAAD Media Award       | Legjobb vígjátéksorozat                                | Legjobb vígjátéksorozat                            | Jelölve  |
| 2011 | Golden Globe-díj        | Legjobb női főszereplő (musical- vagy vígjátéksorozat) | Toni Collette                                      | Jelölve  |